# Vietopotamon
Vietopotamon is een geslacht van kreeftachtigen uit de klasse van de Malacostraca (hogere kreeftachtigen).

## Soorten
- Vietopotamon aluoiense Dang & Hô, 2002
- Vietopotamon phuluangense (Bott, 1970)